# Knasterbart
Knasterbart ist eine deutsche Folk-Band, die aus sieben Mitgliedern bestand. Die Band verstand sich als „Gossenband“, bezeichnet ihre Musik selbst als „Gossen-Folklore“ und spielte bis 2023 vor allem auf Mittelalterfesten und Musikfestivals. Seitdem finden gelegentlich noch einzelne Konzerte statt.

## Geschichte
Gegründet wurde das Projekt ursprünglich von Malte Hoyer, dem Sänger der Band Versengold, der in einem Live-Rollenspiel den Charakter Hotze Knasterbart verkörpert. Am 28. Mai 2012 brachte er unter diesem Namen das Album Sauf mich schön heraus, an dem aber auch schon weitere Musiker mitwirkten.
In der Folgezeit begannen Hoyer und Fummelfips, der von Simon Erichsen – bekannt von Mr. Hurley & die Pulveraffen als Mr. Hurley – verkörpert wird, als Duo aufzutreten. 2013 wurde daraus eine Band mit fester Besetzung. Auslöser hierfür war eine Einladung, als Vorband von Torfrock zu spielen. Fünf weitere Musiker – darunter zwei Mitglieder von Versengold sowie zwei Mitglieder der Band Afterburner, in der Hoyers Bruder Tjalf singt – komplettieren die Besetzung.
Den ersten Auftritt absolvierte die Band 2013 beim Mittelalterlich Phantasie Spectaculum in Rastede. Bis heute findet ein großer Teil der Knasterbart-Konzerte auf dem Mittelalterlich Phantasie Spectaculum statt, wo sowohl Versengold als auch Mr. Hurley & die Pulveraffen regelmäßig auftreten. 2015 gab es aber auch Auftritte auf dem Feuertanz Festival und dem Wacken Open Air.
Am 6. Juni 2014 erschien das Album Branntwein für alle. Am 9. Januar 2015 wurde das Album Sauf mich schön als überarbeitete Version mit zwei zusätzlichen Titeln wiederveröffentlicht. Am 15. Juli 2016 veröffentlichte die Band das Album Superknasterbart.
Das kostenlose Jump-’n’-Run-Smartphonespiel Superknasterbart: Chaos auf dem MPS entstand in Zusammenarbeit des Entwicklerteams Nightshift Games mit Malte Hoyer und wurde am 18. Mai 2018 veröffentlicht. Aufgrund der Darstellung von Alkoholkonsum erhielt das Spiel keine USK-Jugendfreigabe.
Am 3. April 2022 verkündete die Band, sich aufzulösen. Ihre Abschiedstour fand im Januar und Februar 2023 statt. Die Abschiedsvorstellung der Band fand dann am 19. Mai 2023 beim Mittelalter Phantasie Spectaculum in Rastede statt. Am 6. September 2024 fand die Band sich jedoch noch einmal zusammen und spielte auf dem „Mittelalterlich Phantasie Spectaculum“ in Luhmühlen ein Konzert unter dem Motto Das war das Allerletzte.
Am 23. April 2025 gab die Band bekannt, dass am 20. Dezember in Essen ein weiteres Konzert mit dem Titel Branntweihnachten stattfinden soll.

## Diskografie
- 2012: Sauf mich schön (als Hotze Knasterbart, Eigenproduktion)
- 2014: Branntwein für alle! (Banshee Records / Alive)
- 2015: Sauf mich schön (Überarbeitete Version bei Fuego / Indigo)
- 2016: Superknasterbart (Fuego / Indigo)
- 2019: Perlen vor die Säue (Spinning Goblin / Napalm Records)

## Videos (alle veröffentlicht auf YouTube)
- 2014: Gossenabitur
- 2016: Superknasterbart
- 2017: Herzchen im Schnee
- 2019: Laich mich ein